# Шлюхарчук Володимир Тарасович
Володи́мир Тара́сович Шлюхарчу́к — український військовик, майор Збройних сил України, учасник російсько-української війни.

## З життєпису
Пілот у третьому поколінні — родоначальником авіаційної династії був дід. Його брат став авіаційним інженером, служить у його частині. Мати — військова пенсіонерка, багато років віддала армії.
Перебував у складі української миротворчої місії в Ліберії, командир вертольота Мі-8, 56-й окремий вертолітний загін ЗСУ.
7 серпня 2014 року, під час обстрілу санітарного гелікоптера Мі-8МТ поблизу Савур-могили Дмитро Арциленко був поранений у голову кулею снайпера. У кабіні з ним був Володимир Шлюхарчук. Арциленко не дав можливості ворогові, який готувався відкрити вогонь, точно прицілитися. Коли услід за цим по вертольоту вдарили кулемети, завдяки початому маневру Шлюхарчук отримав кілька додаткових секунд для набору швидкості. Терористи вели вогонь з двох точок із великокаліберних кулеметів — потім на землі у вертольоті налічили 74 пробоїни. Одна куля пройшла біля обличчя Володимира і влучила в голову Дмитру, він одразу знепритомнів. На борту було двоє стрільців — хлопців по 18—20 років; вони відкрили вогонь по ворогові з кулеметів. Володимир виконав маневр відходу з-під обстрілу.

## Нагороди
31 жовтня 2014 року за особисту мужність і героїзм, виявлені у захисті державного суверенітету та територіальної цілісності України, вірність військовій присязі під час російсько-української війни, відзначений — нагороджений орденом Богдана Хмельницького III ступеня.